# Aranyház betömött sziklaürege
Az Aranyház betömött sziklaürege a Tihanyi-félszigeten, a Balaton-felvidéki Nemzeti Park területén található egyik rombarlang.

## Leírás
Az Aranyház tetején lévő taraj É-i végének Ny-i oldalában, a taraj tövében található. Kürtőmaradvánnyal és résekkel jelzett betömött barlang. Kb. 184 m tengerszint feletti magasságban van. Ma csak a régi robbantás által feltárt félkürtő és annak aljában kőtörmelék közti járhatatlanul szűk, de hűs leheletű rések jelzik a barlangot. A sziklaüreg jelenleg csak rombarlangnak tekinthető, de újrafeltárása esetén jelentősége minden bizonnyal megnőne.
Előfordul az üreg az irodalmában Aranyház beomlott sziklaürege (Eszterhás 1989) néven is.

## Kutatástörténet
1933–1934 körül robbantásos kőfejtés közben találták meg az üreget. Legkorábbi említése Hoffer Andrástól (1934) ismert, de ő Margittay Rikárd pontosan nem jelzett írására hivatkozik. 1942-ben Margittay Rikárd A Balaton-felvidék barlangjai című munkájában azt írta az üregről, hogy a Tihanyban lévő egyik gejzírkúp, az úgynevezett Aranyház köveinek építés céljára való sajnálatos kifejtése alkalmával, kb. 7–8 év előtt egy robbantás nyomán barlangra akadtak a munkások, mely ennek a kis kihűlt vulkánnak a belsejében meredeken lefelé terjedt, de előrészéből több oldalfolyosó is kiágazott, majd betömték az üreg elejét.
Török János 1937-ben szintén említette írásban a megtalált, majd betömött sziklaüreget. Bár nem említette, de úgy érződik, ő is a Margittay Rikárdtól származó információt használta fel. Nem valószínű, hogy Margittay Rikárd járt volna a barlangban, ismerte volna annak pontos helyét. Inkább az látszik elképzelhetőnek, hogy az egykori kőfejtő munkásainak elbeszéléséből tudott a barlangról. Az Aranyház betömött sziklaüregének helyét Eszterhás István 1983-ban azonosította.
Az 1984-ben kiadott, Lista a Bakony barlangjairól című összeállításban szerepel a 4463-as barlangkataszteri területen, a Tihanyi-félszigeten, Tihanyban lévő rombarlang Aranyház betömött sziklaürege néven. Posztvulkánikus és betömött üreg. A Karszt és Barlang 1989. évi különszámában publikált, angol nyelvű tanulmányban (The caves of Hungary) közölve lett, hogy a Tihanyi-félszigeten lévő több mint 40 gejziritbarlang közül a legfontosabbak közé tartoznak pl. azok az üregek, melyek az Aranyházban keletkeztek.
Az Eszterhás István által 1989-ben írt, Magyarország nemkarsztos barlangjainak listája című kéziratban az olvasható, hogy a Bakony hegységben, a 4463-as barlangkataszteri területen, Tihanyban lévő Aranyház beomlott sziklaürege gejziritben alakult ki. A barlang el van torlaszolva. A listában meg van említve az a Magyarországon, nem karsztkőzetben kialakult, létrehozott 220 objektum (203 barlang és 17 mesterséges üreg), amelyek 1989. év végéig váltak ismertté. Magyarországon 40 barlang keletkezett gejziritben. Az összeállítás szerint Kordos László 1984-ben kiadott barlanglistájában fel van sorolva 119 olyan barlang is, amelyek nem karsztkőzetben jöttek létre.
Az Eszterhás István által 1993-ban írt, Magyarország nemkarsztos barlangjainak lajstroma című kézirat szerint a Bakony hegységben, a 4463-as barlangkataszteri területen, Tihanyban helyezkedik el az Aranyház beomlott sziklaürege. Az ismeretlen méretű és betömött barlang gejziritben alakult ki. Az összeállításban fel van sorolva az a Magyarországon, nem karsztkőzetben kialakult, létrehozott 520 objektum (478 barlang és 42 mesterséges üreg), amelyek 1993 végéig ismertté váltak. Magyarországon 40 barlang, illetve mesterségesen létrehozott, barlangnak nevezett üreg alakult ki, lett kialakítva gejziritben. A Bakony hegységben 123 barlang jött létre nem karsztkőzetben.

## További irodalom
- Hoffer András: A Tihanyi félsziget vulkáni képződményei. Földtani Közlöny, 1943. (73. köt.) 375–429. old.
- Margittay Rikárd: A Balaton-felvidék barlangjai. Balatoni Kurir, 1942. július 23. 1. old. és 1942. július 30. 2–3. old.
- Margittay Rikárd: Balaton. Budapest, 1943. 45. old.
- Török János: Titokzatos barlangok Tihanyban. Magyarország, 1937. január 10. és Balatoni Kurir 1937. február 3.